# یوری وویگماست
یوری وویگماست (استونیایی: Jüri Võigemast؛ زادهٔ ۱۸ نوامبر ۱۹۵۶) سیاستمدار و نماینده سابق مجلس اهل استونی است.